# Dubai Tennis Championships 2022
Il Dubai Tennis Championships 2022, conosciuto anche come Dubai Duty Free Tennis Championships 2022 per motivi pubblicitari, è stato un torneo di tennis giocato sul cemento, facente parte della categoria ATP Tour 500 nell'ambito dell'ATP Tour 2022 e della categoria WTA 500 nell'ambito del WTA Tour 2022. Sia il torneo maschile che femminile sisono giocati al The Aviation Club Tennis Centre di Dubai negli Emirati Arabi Uniti. Il torneo femminile si è giocato dal 14 al 19 febbraio mentre quello maschile dal 21 al 26 febbraio 2022.

## Partecipanti ATP

### Teste di serie
| Nazionalità | Giocatore             | Ranking* | Testa di serie |
| ----------- | --------------------- | -------- | -------------- |
| Serbia      | Novak Đoković         | 1        | 1              |
| Russia      | Andrej Rublëv         | 7        | 2              |
| Canada      | Félix Auger-Aliassime | 9        | 3              |
| Italia      | Jannik Sinner         | 10       | 4              |
| Polonia     | Hubert Hurkacz        | 11       | 5              |
| Canada      | Denis Shapovalov      | 12       | 6              |
| Russia      | Aslan Karacev         | 15       | 7              |
| Spagna      | Roberto Bautista Agut | 16       | 8              |

* Ranking al 14 febbraio 2022.

### Altri partecipanti
I seguenti giocatori hanno ricevuto una wild card per il tabellone principale:
- Malek Jaziri
- Andy Murray
- Lorenzo Musetti

I seguenti giocatori sono entrati nel tabellone principale passando dalle qualificazioni:

- Ričardas Berankis
- Tarō Daniel
- Christopher O'Connell
- Jiří Veselý

### Ritiri
Prima del torneo
- Borna Ćorić → sostituito da  Jan-Lennard Struff
- Gaël Monfils → sostituito da  Kwon Soon-woo

## Partecipanti ATP doppio

### Teste di serie
| Nazione     | Giocatore     | Nazione       | Giocatore     | Ranking* | Testa di serie |
| ----------- | ------------- | ------------- | ------------- | -------- | -------------- |
| Croazia     | Nikola Mektić | Croazia       | Mate Pavić    | 3        | 1              |
| Stati Uniti | Rajeev Ram    | Regno Unito   | Joe Salisbury | 7        | 2              |
| Australia   | John Peers    | Slovacchia    | Filip Polášek | 18       | 3              |
| Germania    | Tim Pütz      | Nuova Zelanda | Michael Venus | 31       | 4              |

* Ranking al 14 febbraio 2022.

### Altri partecipanti
Le seguenti coppie hanno ricevuto una wildcard per il tabellone principale:
- Saketh Myneni /  Ramkumar Ramanathan
- Abdulrahman Al Janahi /  Omar Alawadhi

Le seguenti coppie sono passate dalle qualificazioni:
- Aleksandr Bublik /  Altuğ Çelikbilek

Le seguenti coppie sono entrate nel tabellone principale come lucky loser:
- Daniel Evans /  Ken Skupski

### Ritiri
Prima del torneo
- Karen Chačanov /  Andrej Rublëv → sostituiti da  Daniel Evans /  Ken Skupski

## Partecipanti WTA

### Teste di serie
| Nazionalità | Giocatrice         | Ranking* | Testa di serie |
| ----------- | ------------------ | -------- | -------------- |
| Bielorussia | Aryna Sabalenka    | 2        | 1              |
| Rep. Ceca   | Barbora Krejčíková | 3        | 2              |
| Spagna      | Paula Badosa       | 5        | 3              |
| Spagna      | Garbiñe Muguruza   | 6        | 4              |
| Grecia      | Maria Sakkarī      | 7        | 5              |
| Polonia     | Iga Świątek        | 8        | 6              |
| Estonia     | Anett Kontaveit    | 9        | 7              |
| Tunisia     | Ons Jabeur         | 10       | 8              |
| Stati Uniti | Danielle Collins   | 11       | 9              |
| Ucraina     | Elina Svitolina    | 15       | 10             |

* Ranking al 14 febbraio 2022.

### Altre partecipanti
Le seguenti giocatrici hanno ricevuto una wild card per il tabellone principale:
- Caroline Garcia
- Alison Riske
- Mayar Sherif
- Vera Zvonarëva

La seguente giocatrice è entrata in tabellone grazie ad uno special exempt:
- Irina-Camelia Begu

Le seguenti giocatrici sono entrate nel tabellone principale passando dalle qualificazioni:

- Varvara Gračëva
- Marta Kostjuk
- Elena-Gabriela Ruse
- Kateřina Siniaková
- Markéta Vondroušová
- Dajana Jastrems'ka

Le seguenti giocatrici sono entrate nel tabellone principale come Lucky loser:
- Jil Teichmann
- Ajla Tomljanović

### Ritiri
Prima del torneo
- Belinda Bencic → sostituita da  Veronika Kudermetova
- Angelique Kerber → sostituita da  Elise Mertens
- Anett Kontaveit → sostituita da  Ajla Tomljanović
- Anastasija Pavljučenkova → sostituita da  Camila Giorgi
- Karolína Plíšková → sostituita da  Jeļena Ostapenko
- Elena Rybakina → sostituita da  Danielle Collins
- Maria Sakkarī → sostituita da  Jil Teichmann

## Partecipanti WTA doppio

### Teste di serie
| Nazione  | Giocatrice           | Nazione     | Giocatrice             | Ranking* | Testa di serie |
| -------- | -------------------- | ----------- | ---------------------- | -------- | -------------- |
| Giappone | Ena Shibahara        | Bielorussia | Zhang Shuai            | 12       | 1              |
| Russia   | Veronika Kudermetova | Belgio      | Elise Mertens          | 13       | 3              |
| Cile     | Alexa Guarachi       | Croazia     | Darija Jurak Schreiber | 23       | 3              |
| Canada   | Gabriela Dabrowski   | Messico     | Giuliana Olmos         | 28       | 4              |

* Ranking al 14 febbraio 2022.

### Altre partecipanti
Le seguenti coppie di giocatrici hanno ricevuto una wild card per il tabellone principale:
- Lucie Hradecká /  Sania Mirza
- Eden Silva /  Kimberley Zimmermann

### Ritiri
Prima del torneo
- Alexa Guarachi /  Nicole Melichar-Martinez → sostituite da  Alexa Guarachi /  Darija Jurak Schreiber

## Punti
| Evento              | V   | F   | SF  | QF  | 3T | 2T   | 1T   | Q    | Q2   | Q1   |
| Singolare maschile  | 500 | 300 | 180 | 90  | 45 | 0    | N.D. | 20   | 10   | 0    |
| Doppio maschile     | 500 | 300 | 180 | 90  | 0  | N.D. | N.D. | 45   | 25   | 0    |
| Singolare femminile | 470 | 305 | 185 | 100 | 55 | 1    | 25   | 18   | 13   | 1    |
| Doppio femminile    | 470 | 305 | 185 | 100 | 55 | 1    | N.D. | N.D. | N.D. | N.D. |

## Montepremi
| Evento              | V         | F        | SF       | QF       | 3T      | 2T      | 1T      | Q    | Q2      | Q1      |
| Singolare maschile  | $         | $        | $        | $        | $       | $       | N.D.    | N.D. | $       | $       |
| Doppio maschile*    | $         | $        | $        | $        | $       | $       | N.D.    | N.D. | N.D.    | N.D.    |
| Singolare femminile | $ 104,180 | $ 64,800 | $ 37,500 | $ 17,500 | $ 9,000 | $ 6,200 | $ 3,000 | N.D. | $ 2,000 | $ 1,500 |
| Doppio femminile*   | $         | $        | $        | $        | $       | $       | N.D.    | N.D. | N.D.    | N.D.    |

*per squadra

## Campioni

### Singolare maschile
Andrej Rublëv ha sconfitto in finale  Jiří Veselý con il punteggio di 6-3, 6-4.
- È il decimo titolo in carriera per Rublëv, il primo della stagione.

### Singolare femminile
Jeļena Ostapenko ha sconfitto in finale  Veronika Kudermetova con il punteggio di 6-0, 6-4.
- È il primo titolo stagionale per la Ostapenko, il quinto della carriera.

### Doppio maschile
Tim Pütz /  Michael Venus hanno sconfitto in finale  Nikola Mektić /  Mate Pavić con il punteggio di 6-3, 6(5)–7, [16-14].

### Doppio femminile
Veronika Kudermetova /  Elise Mertens hanno sconfitto in finale  Ljudmyla Kičenok /  Jeļena Ostapenko con il punteggio di 6-1, 6-3.